# Nosferapti et ses évolutions
Nosferapti (ズバット, Zubat, dans les versions originales en japonais) et ses évolutions Nosferalto (ゴルバット, Golbat) et Nostenfer (クロバット, Crobat) sont trois espèces de Pokémon.
Issus de la célèbre franchise de médias créée par Satoshi Tajiri, ils apparaissent dans une collection de jeux vidéo et de cartes, dans une série d'animation, plusieurs films, et d'autres produits dérivés, ils sont imaginés par l'équipe de Game Freak et dessinés par Ken Sugimori. Alors que Nosferapti et Nosferalto font leur première apparition au Japon en 1996, dans les jeux vidéo Pokémon Vert et Pokémon Rouge et appartiennent donc à la première génération de Pokémon, Nostenfer n'a été créé qu'avec la deuxième comme l'évolution de Nosferalto. Ils sont tous les trois du double type poison et vol et occupent respectivement les 41e, 42e et 169e emplacements du Pokédex, l'encyclopédie fictive recensant les différentes espèces de Pokémon.

## Création
La franchise Pokémon, développée par Game Freak pour Nintendo et introduite au Japon en 1996, tourne autour du concept de capture et d'entraînement de 150 espèces de créatures appelées Pokémon, afin de les utiliser pour combattre des Pokémon sauvages et ceux d'autres dresseurs Pokémon, qu'il s'agisse de personnages non-joueurs ou d'autres joueurs humains. La puissance des Pokémon au combat est déterminée par leurs statistiques d'attaque, de défense et de vitesse et ils peuvent apprendre de nouvelles capacités en accumulant des points d'expérience ou si leur dresseur leur donne certains objets.

### Conception graphique
La conception de Nosferapti et de Nosferalto est le fait, comme pour la plupart des Pokémon, de l'équipe chargée du développement des personnages au sein du studio Game Freak. Leur apparence est finalisée par Ken Sugimori pour la première génération des jeux Pokémon, Pokémon Rouge et Pokémon Vert, sortis à l'extérieur du Japon sous les titres de Pokémon Rouge et Pokémon Bleu,. Nostenfer appartient à la deuxième génération de Pokémon et apparait pour la première fois dans les versions or et argent.

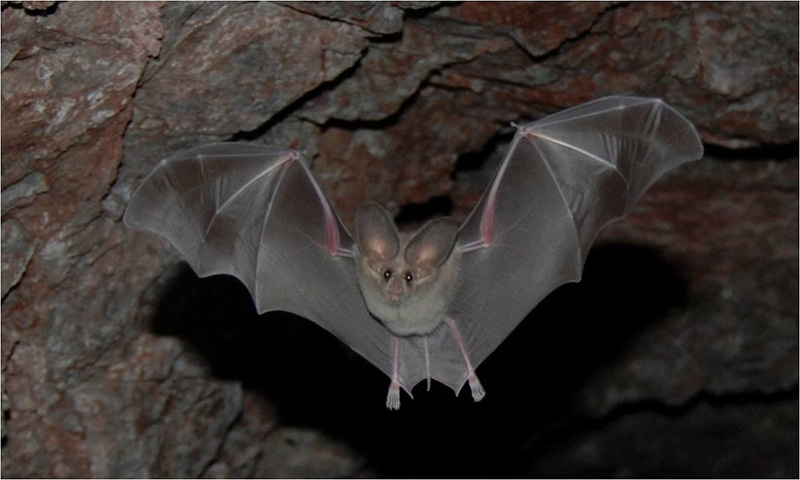
La chauve-souris est la source d'inspiration.

Nintendo et Game Freak n'ont pas évoqué les sources d'inspiration de ces Pokémon. Selon les fans, l'apparence de ces trois Pokémon est basée sur les chauves-souris.

### Étymologie
Nosferapti, Nosferalto et Nostenfer sont initialement nommés Zubat (ズバット, Zubatto), Golbat (ゴルバット, Gorubatto) et Crobat (クロバット, Kurobatto) en japonais. Selon IGN, les noms japonais sont un mot-valise comprenant batto (ずばっと), une expression japonaise utilisée lorsqu'un outil perce rapidement et puissamment quelque chose. Gorubatto serait également un hommage à une série japonaise du même nom. Les noms viennent également du mot anglais « bat », signifiant chauve-souris. Ces noms sont ensuite adaptés dans trois langues lors de la parution des jeux en Occident : anglais, français et allemand ; le nom anglais est utilisé dans les autres traductions du jeu.
Nintendo choisit de donner aux Pokémon des noms « astucieux et descriptifs », liés à l'apparence ou aux pouvoirs des créatures, lors de la traduction des jeux ; il s'agit d'un moyen de rendre les personnages plus compréhensibles pour les enfants, notamment américains. Zubat et Golbat conservent le même nom en anglais et en allemand, et deviennent « Nosferapti » et « Nosferalto » en français. Crobat garde le même nom en anglais, mais devient « Iksbat » en allemand et « Nostenfer » en français. Selon IGN, les noms anglais sont simplement la retranscription en anglais des noms japonais,. Selon Pokébip, les noms français sont des mots-valises composés de « Nosferatu », un des noms qui a été donné à Dracula, avec respectivement « pti », diminutif de « petit », « alto » et « enfer ».
Le nom japonais de Nosferapti, Zubat, pourrait être également une référence à un superhéros fictif japonais : Kaiketsu Zubat. Une autre possibilité pour l’origine du Zu est une référence à la déité Zu dans la mythologie Akkadienne. Le nom japonais de Nosferalto, Golbat, pourrait aussi être la combinaison de ghoul (goule en français) ou de gold (or), et de bat.

## Description
Ces trois Pokémon sont les évolutions les uns des autres : Nosferapti évolue en Nosferalto puis en Nostenfer. Dans les jeux vidéo, ces évolutions surviennent, respectivement, en atteignant le niveau 22 puis après un niveau de bonheur suffisant,. Pour évoluer en Nostenfer, Nosferapti est obligé d'évoluer en Nosferalto.
Comme pratiquement tous les Pokémon, ils ne peuvent pas parler : lors de leurs apparitions dans les jeux vidéo tout comme dans la série d'animation, ils sont seulement capables de communiquer verbalement en répétant les syllabes de leur nom d'espèce en utilisant différents accents, différentes tonalités, et en rajoutant du langage corporel.

### Nosferapti
Nosferapti est un petit Pokémon ressemblant à une chauve-souris bleue, bien que l’intérieur de ses oreilles et le dessous de ses ailes soient violets. Il possède deux longues et fines queues, et son visage ne possède pas d’œil ni de nez. Nosferapti craint la lumière du soleil car une exposition trop longue lui brûle la peau, c’est pour cela que la journée, il reste dans des endroits sombres tels que les vieilles maisons ou les grottes et y dort la tête en bas. Du fait qu’il vive en permanence dans des endroits sombres, il a perdu l’usage de ses yeux mais il se repère grâce aux ultrasons qu’il émet, ses ultrasons lui servent afin de pouvoir éviter les obstacles sur sa route, mais ils lui servent aussi pour attaquer. Nosferapti est un Pokémon doté de conscience sociale, en effet, le jour, ils dorment et vivent en colonie, et la nuit, ils se déplacent souvent en groupe pour chasser.
La nuit, il sort pour se nourrir, souvent de fruits, quelquefois de Pokémon insecte, voir de sang, en effet, il peut se ressourcer en buvant le sang d’autres êtres, ce qui lui est bien utile lors de combats contre des dresseurs Pokémon, tout comme ses ultrasons qui, s’il les utilise à bon escient, peuvent rendre confus son adversaire. Ses ailes aussi peuvent se révéler de redoutables armes, s’il frappe un adversaire avec suffisamment de force. 

### Nosferalto

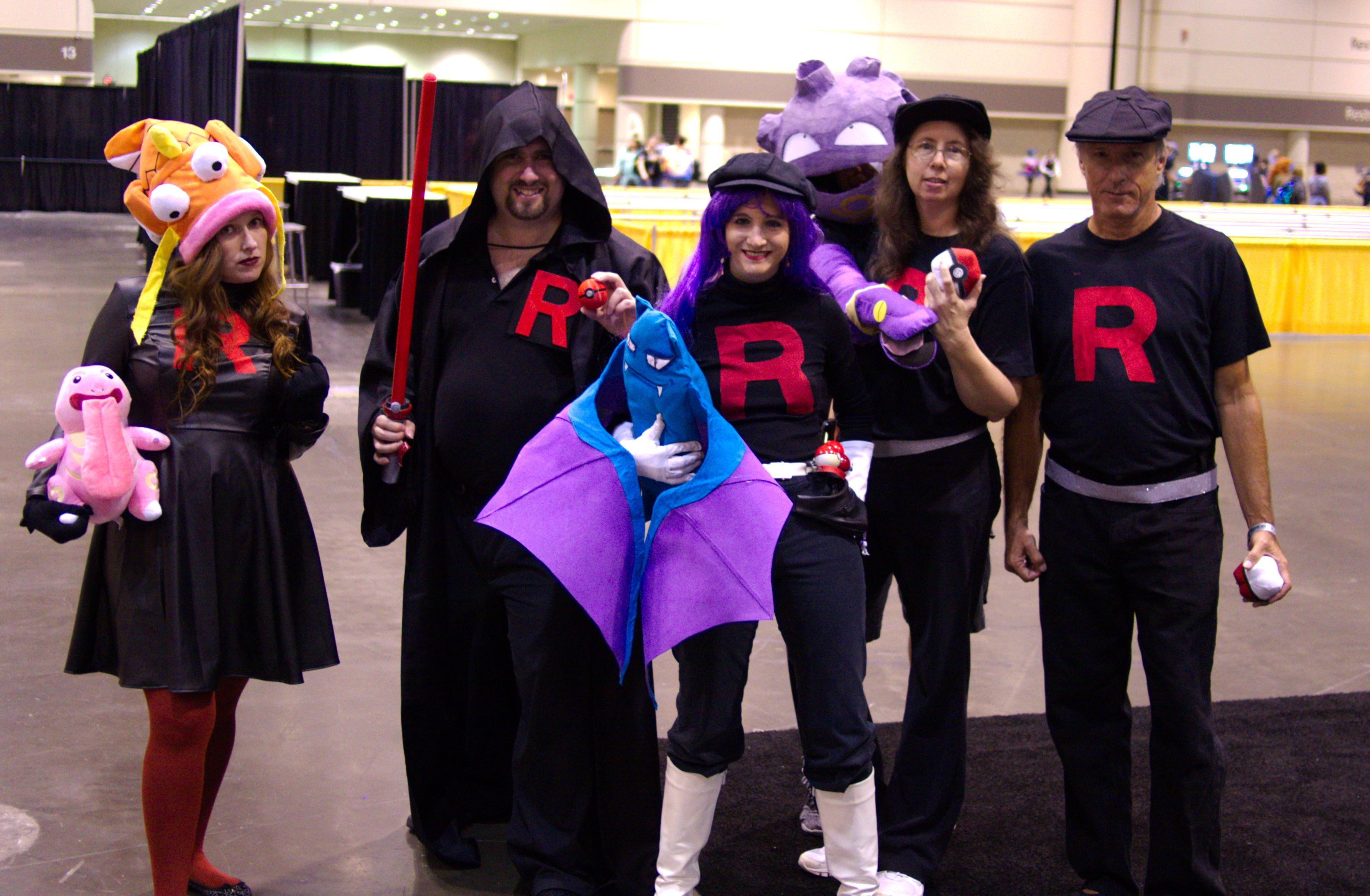
Cosplays de membres de la Team Rocket, dont l'une au milieu tenant une peluche de Nosferalto, à la MegaCon 2018, en Floride.

Nosferalto est un Pokémon plus grand et plus fort que Nosferapti. Il a maintenant, après avoir évolué, une très grande bouche, avec quatre canines. Il a aussi acquis une petite paire de jambes, et des yeux qui restent tout de même peu développés. Il conserve par contre la même coloration que Nosferapti.
Il est très connu et peu apprécié pour ses habitudes alimentaires, en effet, grâce à ses longues canines, il aime sucer le sang frais de personnes ou de Pokémon. Attaquant par surprise dans le dos, il se nourrit ensuite du sang de sa victime et une gorgée peut lui permettre de boire près de 300 cl de sang, il arrive même qu’il en devienne trop gros pour pouvoir voler, c’est là que ses jambes révèlent leur utilité. Sa bouche est tellement grande et puissante qu’elle lui permet de percer les épidermes les plus résistants tels que celui de Rhinoféros. Une de ses particularités est aussi que son groupe sanguin peut se changer en celui de sa dernière victime. 
C’est un Pokémon très actif les nuits où la Lune est nouvelle, il peut ainsi se balader dans le ciel étoilé sans être repéré et ainsi s’attaquer à plusieurs victimes en une nuit. Tout comme Nosferapti, le jour, il s’abrite dans les grottes et caves sombres. Son corps s’étant bien développé, il peut, grâce à ses ailes, créer de puissantes rafales de vents.

### Nostenfer

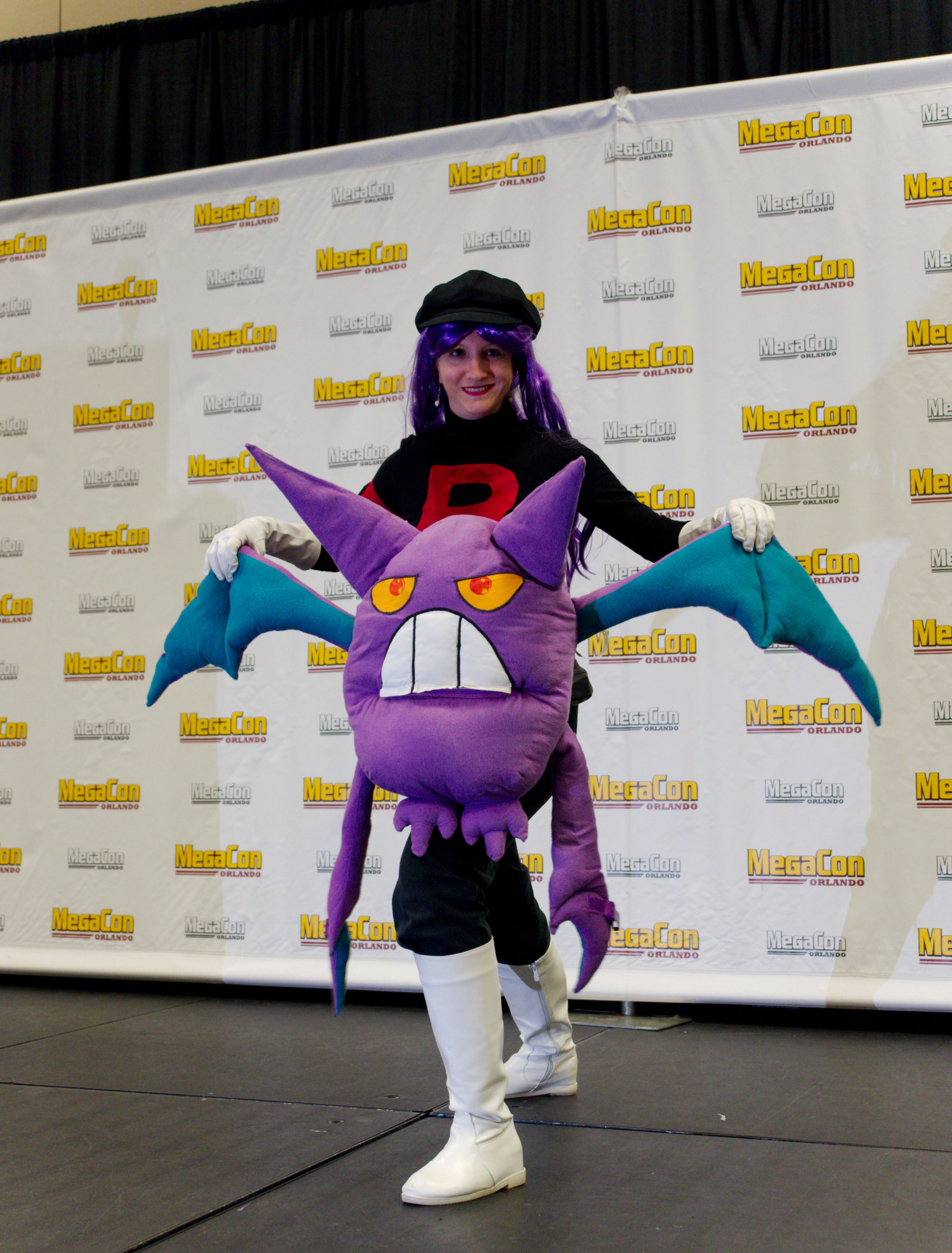
Cosplay d'une membre de la Team Rocket, tenant ici une peluche de Nostenfer, à la MegaCon 2018, en Floride.

Il a deux paires d'ailes qu'il utilise alternativement pour ne pas se fatiguer en vol. Mais pour voler à grande vitesse, il les utilise toutes en même temps. C'est un Pokémon nocturne, au vol extrêmement silencieux.

## Apparitions

### Jeux vidéo
Nosferapti, Nosferalto et Nostenfer apparaissent dans la série de jeux vidéo Pokémon. D'abord en japonais, puis traduits en plusieurs autres langues, ces jeux ont été vendus à plus de 200 millions d'exemplaires à travers le monde. Nosferapti et Nosferalto font leur première apparition le 27 février 1996, dans les jeux japonais Pocket Monsters Aka (ポケットモンスター 赤, Poketto Monsutā Aka, Pocket Monsters Rouge) et Pocket Monsters Midori (ポケットモンスター 緑, Poketto Monsutā Midori, Pocket Monsters Vert) (remplacé dans les autres pays par la version Bleue). Depuis la première édition de ces jeux, Nosferapti et Nosferalto sont réapparus dans les versions jaune, or, argent, cristal, rubis, saphir, émeraude, rouge feu, vert feuille, diamant, perle, platine, noir 2 et blanc 2. Nostenfer fait sa première apparition le 21 novembre 1999, dans les jeux japonais Pocket Monsters Kin (ポケットモンスター 金, Poketto Monsutā Kin, Pocket Monsters Or) et Pocket Monsters Gin (ポケットモンスター 銀, Poketto Monsutā Gin, Pocket Monsters Argent). Mis à part dans la première génération, où il n'avait pas encore été créé, il apparaît dans les mêmes versions que ses évolutions.
Il est possible d'avoir un œuf de Nosferapti en faisant se reproduire deux Pokémon dont au moins un Nosferapti, un Nosferalto ou un Nostenfer femelle. Cet œuf éclot après 3 840 pas, et un Nosferapti de niveau 5 en sort. Nosferapti, Nosferalto et Nostenfer appartiennent au groupe d'œuf vol et ont pour capacités spéciales « Attention » et « Infiltration ».
Nosferapti et Noferalto se retrouvent en tant qu’adversaire récurrent, lors des combats avec les Teams que le joueur combat pour l’histoire principale. Ce fait récurrent revient dans le jeu Pokémon : Donjon mystère - Explorateurs du temps et de l'ombre où Nosferapti est un membre de l’équipe Crâne. Nosferalto fait aussi une apparition en tant que personnage principal d’un mini-jeu de Pokémon Stadium 2 dont le principe est tout simplement une course entre Nosferalto.

### Série télévisée et films
La série télévisée Pokémon ainsi que les films sont des aventures séparées de la plupart des autres versions de Pokémon et mettent en scène Sacha en tant que personnage principal. Sacha et ses compagnons voyagent à travers le monde Pokémon en combattant d'autres dresseurs Pokémon. Nosferapti arrive au sixième l'épisode La Pierre de Lune où ce dernier attaque un scientifique au Mont Sélénite. Le Pikachu de Sacha attaque plusieurs Nosferapti et grâce à cela, Pierre capture l'un d'eux, sans que Sacha ne le remarque, c'est le premier Pokémon d'un autre type, que roche, que Pierre attrape. Il évoluera en Nosferalto à l'épisode Mélo au château puis en Nostenfer à l'épisode La Reine des Pokémon.
Koga, le champion de l'arène de Parmanie, utilise un Nosferalto dans son second match contre Sacha dans l'épisode Le Ninja Pokémon, match que ce dernier remportera avec Salamèche. Dans l'épisode Ligue Pokémon, premier tour, le troisième et dernier Pokémon utilisé par Mandy dans son match contre Sacha au premier tour de la Ligue Indigo est Nosferalto, qui comme les deux précédents Pokémon de Mandy sera battu par Krabboss.
Nosferapti apparaît également vers la fin du générique de la première saison, portant Carapuce en volant.